# Barraca VII (Aiguamúrcia)
La Barraca VII és una obra d'Aiguamúrcia (Alt Camp) inclosa a l'Inventari del Patrimoni Arquitectònic de Catalunya.

## Descripció
És un petit aixopluc integrat dins l'estructura del marge. Exteriorment veiem una petita barraca, que en realitat fa de distribuïdor. A l'esquerra hi ha l'aixopluc pròpiament dit, amb una fondària de 3'20m. una amplada de 0'80m i una alçada màxima de 1'00m. A la dreta hi ha un cossiol, amb un diàmetre de 1'50m i una alçada màxima de 2'20m. Aquest cossiol estava cobert amb falsa cúpula, mentres que l'aixopluc està cobert amb grans lloses. La caseta que fa d'entrada i vestíbul, està recolzada al marge i presenta un portal dovellat, amb unes lloses sobresortints a tall de ràfec.